# Eurhinosea
Eurhinosea là một chi bướm đêm thuộc họ Geometridae.